# Verbrusseling

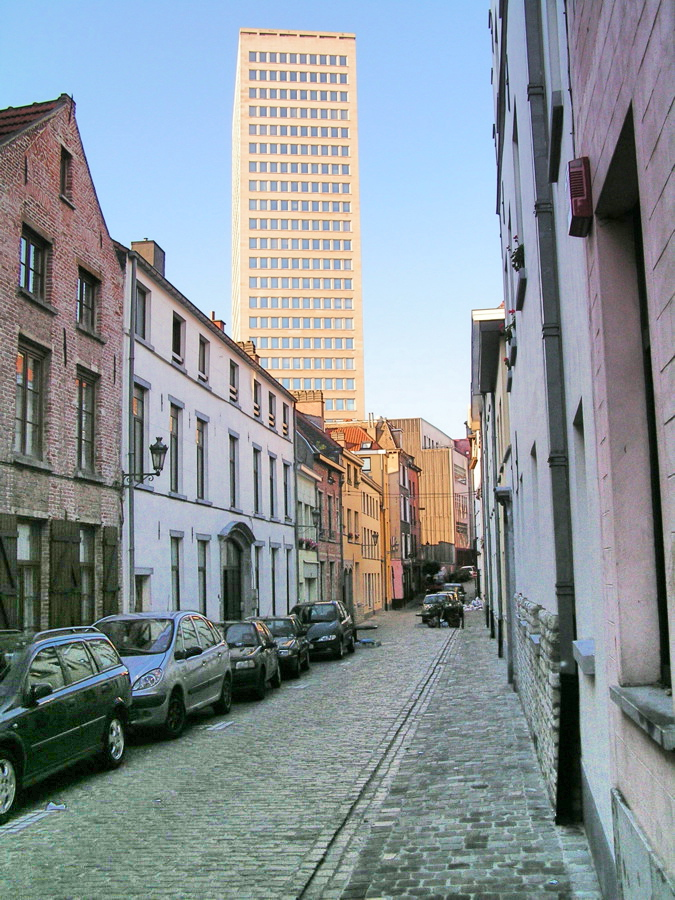
Een kantoorgebouw waar vroeger het Volkshuis van Victor Horta stond. Voorbeeld van verbrusseling.

Verbrusseling (in het Frans: bruxellisation) is een pejoratief woord gebruikt door planologen om de anarchistische stedelijke ontwikkeling in een oude en historische stad te omschrijven. De term is afgeleid van de ontwikkelingen die de stad Brussel in de jaren 60 en 70 van de 20e eeuw doormaakte. Verbrusseling wordt vaak toegeschreven aan het toenmalige gebrek aan ruimtelijkeordeningsregels en de laissez-fairehouding van het stadsbestuur ten opzichte van stedelijke planning. Een voorbeeld van een bouwproject dat werd afgeblazen door verzet van buurtbewoners was het hoofdkwartier van de Raad van de Europese Unie. Dit terrein werd omgevormd tot een park, namelijk het Maalbeekdalhof. 
De term wordt soms ook gebruikt voor de manier waarop projectontwikkelaars oude gebouwen bewust laten verkommeren, zodat ze in verval raken en uiteindelijk slopen de enige optie is.

## Voorbeelden in Brussel
- Aanleg van de noord-zuidverbinding
  - Afbraak van de Noordwijk en bouw van de Noordruimte
  - Afbraak van de buurt rond het zuidstation
  - Bouw van het CCN naast het noordstation
  - De bouw van een nieuwe NMBS-hoofdzetel in de Fonsnylaan
- De bouw van het Muntcentrum, de Philipstoren en Parking 58 (nu Brucity)
- Zaveltoren waar het Volkshuis stond
- De bouw van de Europese wijk

## Galerij

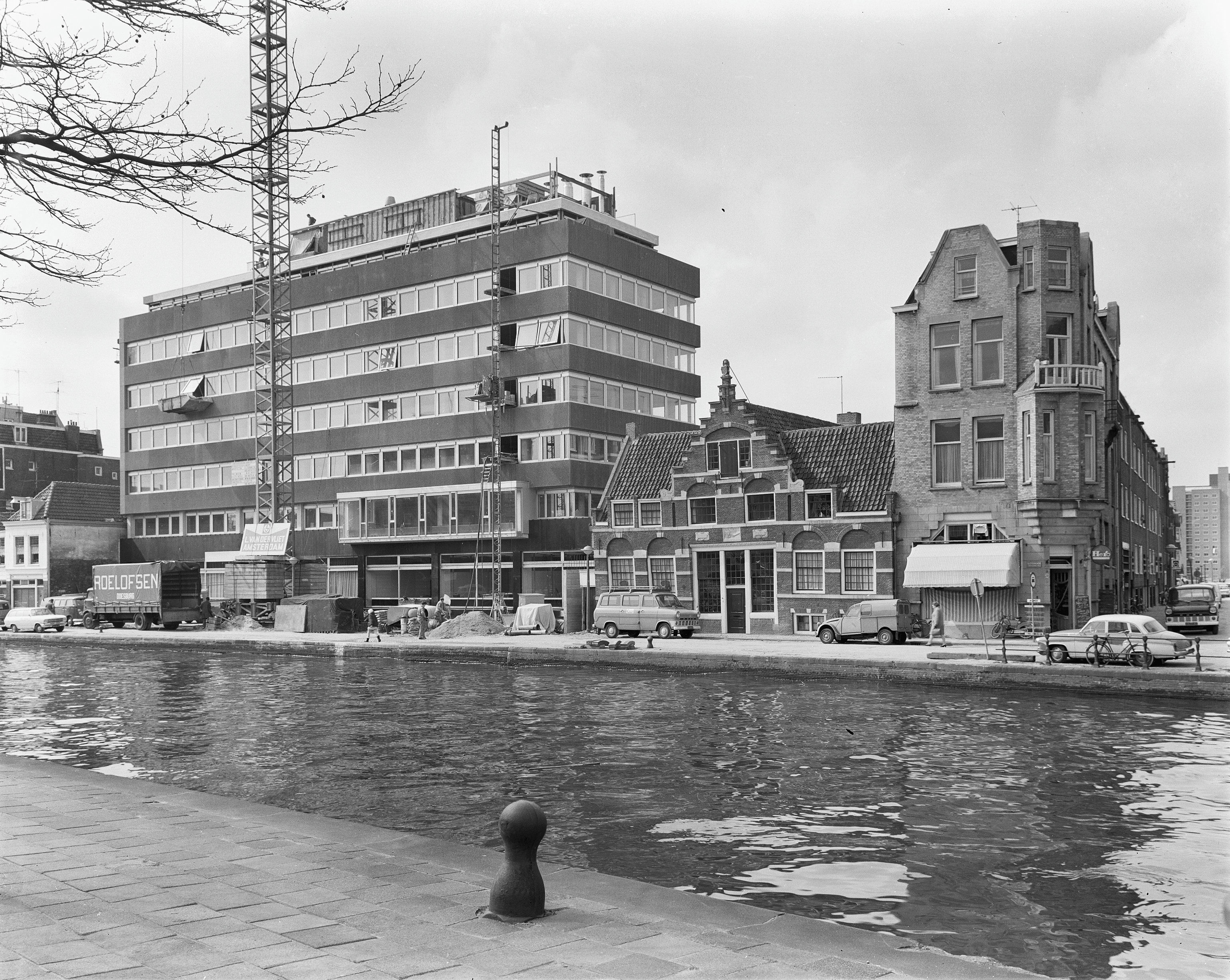
Bankgirocentrale Amsterdam
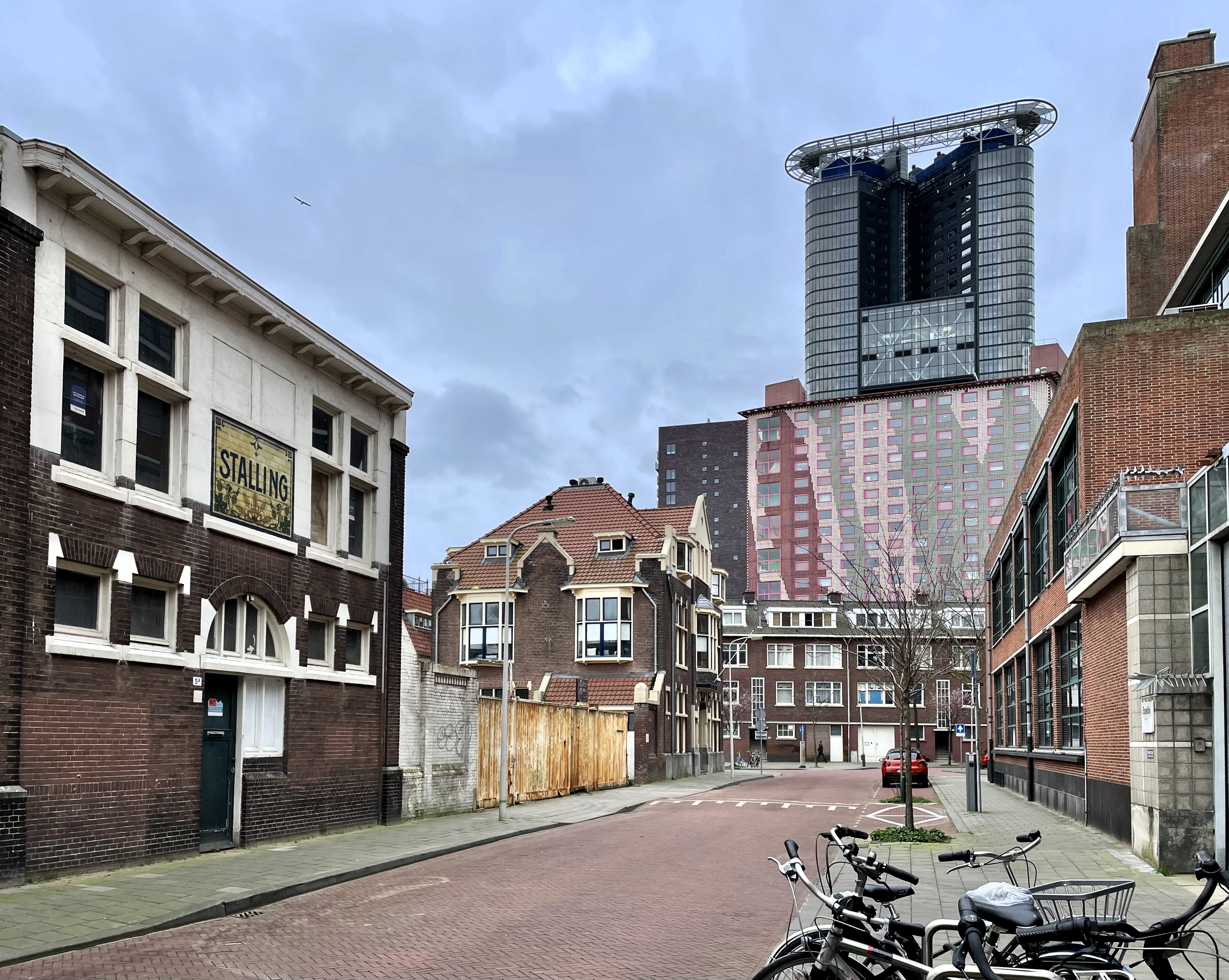
Zwetstraat, Den Haag